# Chimera (film 1968)
Chimera è un film del 1968 diretto da Ettore Maria Fizzarotti.
Il titolo del musicarello deriva dall'omonima canzone cantata nella scena finale dal protagonista Gianni Morandi.

## Trama
Gianni Raimondi è un cantante agli inizi della carriera: sposato da poco (e in gran segreto, per non deludere le fans) con Laura, fatica ad ottenere un successo tale che gli permetta di far fronte alle spese che una vita coniugale comporta.
La grande occasione professionale arriva quando l'impresario Giuseppe “José” Da Costa, italiano trapiantato in Brasile, gli propone di esibirsi in una serie di concerti a Rio de Janeiro.
Quello che Gianni non può immaginare è che l'offerta di Da Costa non è del tutto disinteressata: dietro la sua proposta, si nasconde infatti la volontà di assecondare il desiderio della figlia Maria che, ignara del fatto che lui sia sposato, se ne innamora dopo una sua esibizione nel circo in cui lei lavorava come cavallerizza. E mentre nel lungo viaggio transoceanico in nave inizia il corteggiamento di Maria, a cui Gianni sembra non essere del tutto indifferente, Laura, rimasta in Italia, scopre di aspettare un bambino...

## Le canzoni
Cantate da Gianni Morandi:
- Una sola verità (testo di Franco Migliacci; musica di Mauro Lusini e Bruno Zambrini)
- Chimera (testo di Franco Migliacci e Antonio Amurri; musica di Bruno Zambrini; versione acustica, solo voce e chitarra)
- Il giocattolo (testo di Franco Migliacci; musica di Luis Bacalov, Ubaldo Continiello e Bruno Zambrini)
- La fisarmonica (testo di Franco Migliacci; musica di Luis Bacalov e Bruno Zambrini)
- Io per lei (To give the reason I live) (testo originale di Bob Gaudio; testo italiano di Daniele Pace; musica di Bob Crewe)
- La mia ragazza sa (testo di Franco Migliacci; musica di Dario Farina e Piero Pintucci)
- Se perdo anche te (testo italiano di Franco Migliacci; testo originale e musica di Neil Diamond)
- Questa vita cambierà (testo di Franco Migliacci; musica di Luis Bacalov e Bruno Zambrini)
- Un mondo d'amore (testo di Franco Migliacci; musica di Sante Romitelli e Bruno Zambrini)
- Chimera (testo di Franco Migliacci e Antonio Amurri; musica di Bruno Zambrini; versione con orchestra)

Cantata da Roberto Carlos:
- A che serve volare (testo italiano di Daniele Pace; testo originale e musica di Roberto Carlos)